# 17062 Bardot
17062 Bardot è un asteroide della fascia principale. Scoperto nel 1999, presenta un'orbita caratterizzata da un semiasse maggiore pari a 3,1452360 UA e da un'eccentricità di 0,0323619, inclinata di 4,26141° rispetto all'eclittica.
È dedicato a Brigitte Bardot, celebre attrice francese.